# Beno Udrih
Beno Udrih (Celje, 5 luglio 1982) è un ex cestista e allenatore di pallacanestro sloveno, di ruolo playmaker e guardia, professionista nella NBA e in Europa, tecnico dei Wisconsin Herd.

## Biografia
Anche il padre Silvio ha giocato a pallacanestro, come il fratello maggiore Samo.
È stato sposato dal 2011 al 2014 con Michelle Wiley.

## Caratteristiche tecniche
Alto 190 cm per 93 kg gioca come playmaker.

## Carriera di club

### L'esplosione in patria
È cresciuto nel Kovinotehna Polzela, con cui ha esordito nella seconda divisione slovena nel 1997. Nel 2000 è stato nominato rookie dell'anno del campionato sloveno e nello stesso anno è stato acquistato dall'Olimpia Lubiana. Con la principale squadra slovena, ha vinto due titoli sloveni, un titolo di Lega Adriatica e due Coppe di Slovenia.

### Biennio all'estero: Israele, Russia e parentesi in Italia (2002-2004)
Nel 2002 viene acquistato dal Maccabi Tel Aviv B.C., con cui vince il campionato israeliano e la Coppa d'Israele. La stagione 2003-04 è decisamente meno fortunata: passa prima dal campionato russo, con la maglia dell'Avtodor Saratov, e poi da quello italiano, con l'Olimpia Milano. Nel Draft NBA 2004, però, fu la 28ª scelta dei San Antonio Spurs: Udrih iniziò così la sua carriera nella NBA.

### NBA (2004-2017)

#### San Antonio Spurs e i titoli (2004-2007)
All'esordio negli Stati Uniti d'America, disputa una buona stagione e vince anche il titolo NBA. Dopo un buon primo anno, la sua seconda stagione è stata non molto buona, prendendo decisioni sbagliate in alcune partite, motivo per il quale l'allenatore Gregg Popovich ha limitato la sua presenza in prima squadra, diventando di fatto il terzo playmaker della squadra. Anche nella terza stagione con gli Spurs, Udirh ha avuto un minutaggio molto limitato, anche se la franchigia texana ha regalato allo sloveno il suo secondo anello.

#### Sacramento Kings (2007-2011)

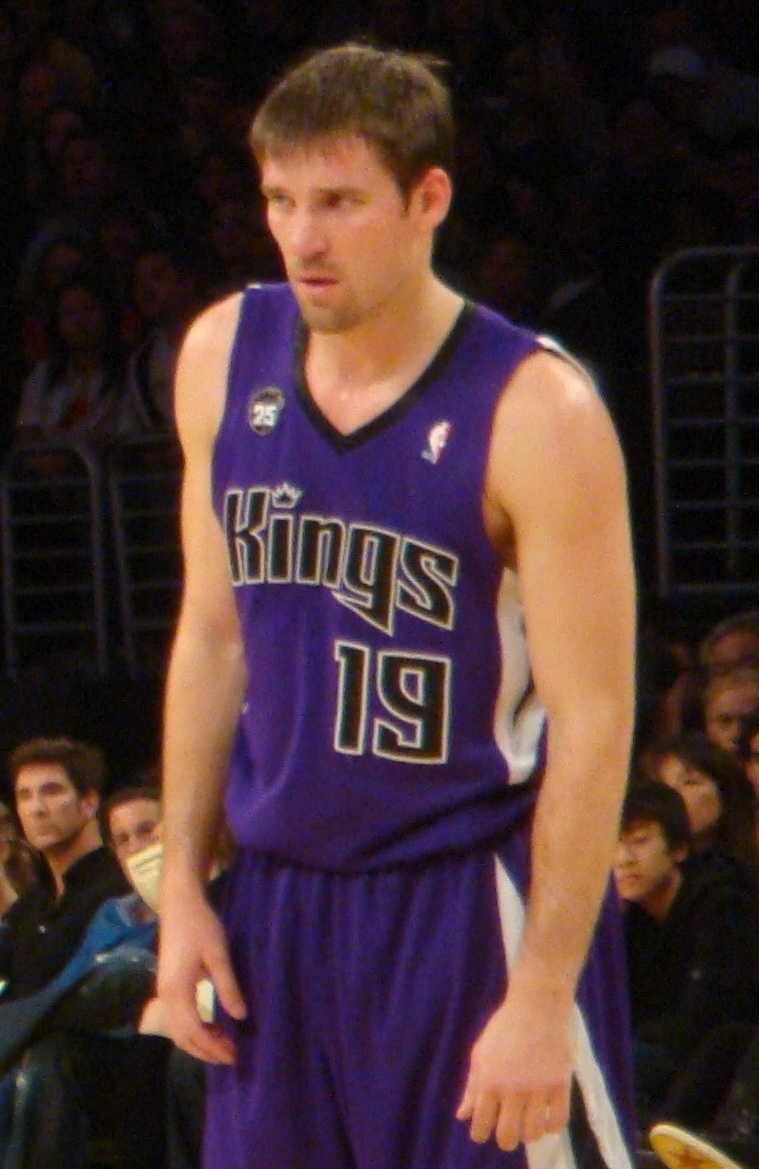
Beno Udrih con la canotta dei Sacramento Kings

Il 27 ottobre 2007, il giorno prima dell'inizio del campionato, venne girato ai Minnesota Timberwolves in cambio di una futura seconda scelta al Draft del 2008, ma Minnesota lo tagliò immediatamente. Da svincolato firmò il 1º novembre un contratto di un anno con i Sacramento Kings, in cerca di un playmaker in grado di sostituire l'infortunato Mike Bibby. Le buone prestazioni coi Kings gli fecero guadagnare un contratto di cinque anni a partire dal 1º luglio 2008.

#### Milwaukee Bucks (2011-2013)
Il 23 giugno 2011, giorno del draft NBA, Udrih fu coinvolto in uno scambio a tre squadre tra Sacramento Kings, Charlotte Bobcats e Milwaukee Bucks, approdando in quest'ultima franchigia.

#### Orlando Magic (2013)
Il 21 febbraio 2013, alla chiusura del mercato invernale, venne ceduto agli Orlando Magic insieme a Tobias Harris e Doron Lamb in cambio di J.J. Redick, Gustavo Ayón e Ish Smith.

#### New York Knicks (2013-2014)
L'8 agosto 2013 firmò un contratto annuale con i New York Knicks. Dopo aver disputato 31 partite, il 24 febbraio 2014 venne tagliato.

#### Memphis Grizzlies (2014-2015)
Il 27 febbraio 2014 tre giorni dopo essere stato tagliato dai Knicks, firmò con i Memphis Grizzlies.

#### Miami Heat (2015-2016)
L'11 novembre 2015 viene ceduto ai Miami Heat, insieme al compagno di squadra Jarnell Stokes, in cambio di Mario Chalmers e James Ennis. Il 25 febbraio 2016 si infortuna nel match perso dagli Heat 118-112 contro i Golden State Warriors.
La prognosi di Beno è di tre mesi, quindi la stagione per lui è finita, a meno che gli Heat non fossero andati molto avanti nei play-off perché in tal caso lui sarebbe rientrato per un'eventuale finale NBA (cosa che non avvenne in quanto gli Heat usciranno al secondo turno contro i Toronto Raptors). Allora il 1º marzo 2016 venne tagliato dagli Heat.
Udrih poi rifirmò coi Miami Heat nell'estate 2016. Tuttavia, poco prima della fine della pre-season, il 23 ottobre venne tagliato dalla franchigia della Florida.

#### Detroit Pistons (2016-2017)
Due giorni dopo essere stato tagliato dai Miami Heat venne acquistato a sorpresa da FA dai Detroit Pistons, che tagliarono Ray McCallum per fargli spazio. In stagione trovò spazio inizialmente a causa dell'infortunio di Reggie Jackson che fece sì che Udrih facesse la riserva del vice-Jackson, ovvero Ish Smith. Tuttavia, col ritorno di Jackson e a causa di alcuni infortuni Udrih non trovò più molto spazio tanto che in stagione giocò in totale solo 39 partite, in cui tenne di media 5,8 punti, 1,5 rimbalzi e 3,4 assist a partita. Verso il finale di stagione, i Pistons vollero tagliare Udrih e sostituirlo con Lorenzo Brown, ma non poterono in quanto non lo fecero entro la dead-line per tagliare i giocatori.
Dopo aver rifirmato con la franchigia del Michigan il 25 settembre 2017, venne tagliato (esattamente come l'anno precedente con le stesse dinamiche)  il 14 ottobre a pochi giorni dall'inizio della stagione.

### Ritorno in Europa (2017-2018)
Il 24 dicembre 2017, dopo 13 anni in NBA (in cui collezionò ben 831 presenze), tornò a giocare in Europa firmando un contratto con lo Zalgiris Kaunas in Lituania valido fino alla fine della stagione. A fine stagione rimase free agent.

### Nazionale
Con la nazionale slovena, ha preso parte a EuroBasket 2001 e ai Mondiali 2006.

## Allenatore
Nel 2019-2020 è assistente allenatore ai Westchester Knicks, nel 2020-2021 viene ingaggiato come allenatore per lo sviluppo dei giocatori dal New Orleans Pelicans.

## Statistiche

### NBA

#### Regular Season
| Anno       | Squadra           | PG  | PT  | MP   | TC%  | 3P%  | TL%  | RP  | AP  | PRP | SP  | PP   |
| ---------- | ----------------- | --- | --- | ---- | ---- | ---- | ---- | --- | --- | --- | --- | ---- |
| 2004-2005† | San Antonio Spurs | 80  | 2   | 14,4 | 44,4 | 40,8 | 75,3 | 1,0 | 1,9 | 0,5 | 0,1 | 5,9  |
| 2005-2006  | San Antonio Spurs | 55  | 3   | 10,7 | 45,5 | 34,3 | 78,0 | 1,0 | 1,7 | 0,3 | 0,0 | 5,1  |
| 2006-2007† | San Antonio Spurs | 73  | 1   | 13,0 | 36,9 | 28,7 | 88,3 | 1,1 | 1,7 | 0,4 | 0,0 | 4,7  |
| 2007-2008  | Sacramento Kings  | 65  | 61  | 32,0 | 46,3 | 38,7 | 85,0 | 3,3 | 4,3 | 0,9 | 0,2 | 12,8 |
| 2008-2009  | Sacramento Kings  | 73  | 72  | 31,1 | 46,1 | 31,0 | 82,0 | 3,0 | 4,7 | 1,1 | 0,2 | 11,0 |
| 2009-2010  | Sacramento Kings  | 79  | 41  | 31,4 | 49,3 | 37,7 | 83,7 | 2,8 | 4,7 | 1,1 | 0,1 | 12,9 |
| 2010-2011  | Sacramento Kings  | 79  | 64  | 34,6 | 50,0 | 35,7 | 86,4 | 3,4 | 4,9 | 1,2 | 0,1 | 13,7 |
| 2011-2012  | Milwaukee Bucks   | 59  | 0   | 18,3 | 44,0 | 28,8 | 70,9 | 1,7 | 3,8 | 0,6 | 0,0 | 5,9  |
| 2012-2013  | Milwaukee Bucks   | 39  | 0   | 18,4 | 47,5 | 26,5 | 72,7 | 2,0 | 3,5 | 0,4 | 0,1 | 6,7  |
| 2012-2013  | Orlando Magic     | 27  | 9   | 27,3 | 40,8 | 39,6 | 85,7 | 2,3 | 6,1 | 0,9 | 0,0 | 10,2 |
| 2013-2014  | N.Y. Knicks       | 31  | 12  | 19,0 | 42,5 | 42,5 | 83,3 | 1,8 | 3,5 | 0,7 | 0,1 | 5,6  |
| 2013-2014  | Memphis Grizzlies | 10  | 0   | 5,5  | 55,6 | 100  | 83,3 | 0,2 | 0,6 | 0,1 | 0,1 | 2,7  |
| 2014-2015  | Memphis Grizzlies | 79  | 12  | 18,9 | 48,7 | 26,8 | 85,3 | 1,8 | 2,6 | 0,6 | 0,1 | 7,7  |
| 2015-2016  | Memphis Grizzlies | 8   | 0   | 15,0 | 43,5 | 36,4 | 100  | 1,1 | 3,3 | 0,4 | 0,1 | 5,9  |
| 2015-2016  | Miami Heat        | 36  | 5   | 16,3 | 43,4 | 33,3 | 88,2 | 1,8 | 2,5 | 0,3 | 0,0 | 4,4  |
| 2016-2017  | Detroit Pistons   | 39  | 0   | 14,4 | 46,7 | 34,4 | 94,1 | 1,5 | 3,4 | 0,3 | 0,0 | 5,8  |
| Carriera   | Carriera          | 831 | 272 | 21,9 | 46,3 | 34,9 | 83,3 | 2,1 | 3,4 | 0,7 | 0,1 | 8,4  |

#### Play-off
| Anno     | Squadra           | PG | PT | MP   | TC%  | 3P%  | TL%  | RP  | AP  | PRP | SP  | PP  |
| -------- | ----------------- | -- | -- | ---- | ---- | ---- | ---- | --- | --- | --- | --- | --- |
| 2005†    | San Antonio Spurs | 21 | 0  | 11,5 | 35,9 | 27,0 | 85,7 | 0,8 | 1,0 | 0,4 | 0,0 | 3,7 |
| 2006     | San Antonio Spurs | 7  | 0  | 6,7  | 33,3 | 16,7 | 80,0 | 0,6 | 1,1 | 0,0 | 0,0 | 3,6 |
| 2007†    | San Antonio Spurs | 8  | 0  | 2,5  | 0,0  | 0,0  | 100  | 0,1 | 0,1 | 0,0 | 0,0 | 0,3 |
| 2014     | Memphis Grizzlies | 7  | 0  | 16,4 | 46,7 | 33,3 | 69,2 | 1,7 | 1,7 | 0,4 | 0,0 | 7,9 |
| 2015     | Memphis Grizzlies | 10 | 0  | 17,5 | 42,5 | 25,0 | 83,3 | 2,0 | 2,1 | 0,5 | 0,0 | 7,6 |
| Carriera | Carriera          | 43 | 0  | 11,3 | 38,8 | 26,0 | 80,4 | 1,0 | 1,2 | 0,3 | 0,0 | 4,5 |

## Palmarès

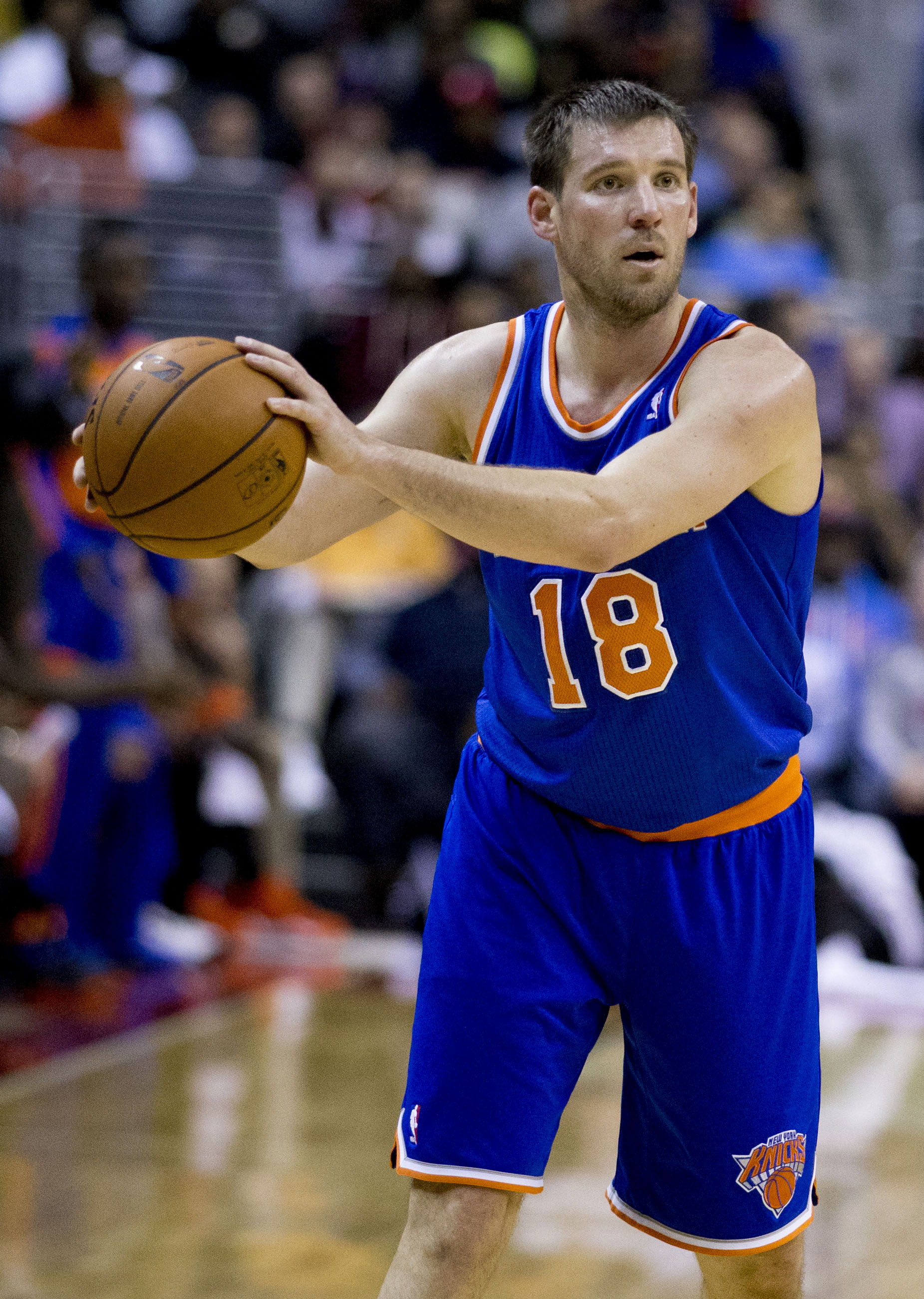
Beno Udrih con la canotta dei New York Knicks

- Campionati sloveni: 2 (2000-01, 2001-02)
- Coppa di Slovenia: 2

Union Olimpija: 2001, 2002
- Lega Adriatica: 1

Olimpia Lubiana: 2001-02
- Campionato israeliano: 1

Maccabi Tel Avi: 2002-03
- Coppa di Israele: 1

Maccabi Tel Aviv: 2002-03
- Coppa di Lituania: 1

Žalgiris Kaunas: 2018
- Campionato NBA: 2

San Antonio Spurs: 2005, 2007
- Campionato lituano: 1

Žalgiris Kaunas: 2017-18